# The Protégé
The Protégé è un film del 2021 diretto da Martin Campbell.

## Trama
Anna è una killer, cresciuta da Moody, che l'ha recuperata nel 1991 all'interno di un armadio, con una pistola in mano, al termine di un massacro nella sua città d'origine in Vietnam. Dopo averla trasformata in una efficiente killer, attualmente i due vivono a Londra e lei è la proprietaria di una libreria, in cui un giorno si presenta Michael Rembrandt, chiedendo una prima edizione di un libro di poesie. In occasione del compleanno di Moody, quest'ultimo le dà alcune informazioni circa un individuo che egli sta cercando. Intanto alcune persone vicino a lei vengono uccise e la sua libreria viene messa sotto attacco da alcuni uomini armati. Correndo a casa di Moody, scopre che anche egli è stato apparentemente ucciso, causando in lei rabbia e voglia di vendetta.
Pensando che il mandante dell'uccisione di Moody venga dal Vietnam, paese dove Anna viveva in passato e con cui Moody aveva dei conti in sospeso, soprattutto per l'uccisione con un'autobomba di Edward Hayes, si reca lì per vendicarsi, pensando che dietro la morte di Moody ci sia Lucas, figlio di Edward. Tramite il suo amico Billy Boy riesce ad accedere al palazzo dove alloggia Duquet ed ha uno scontro armato al termine del quale viene arrestata, finisce in prigione ed è torturata da Duquet, intenzionato ad estorcerle il motivo per cui lei cerca il figlio di Edward. Qui incontra nuovamente Michael, che si scopre essere un uomo di Hayes, che però si dissocia dai metodi di tortura usati da Duquet.
Successivamente scopre che Lucas non c'entra niente con l'uccisione di Moody, essendo malato e disabile all'interno di una confraternita di suore. Rembrandt ed Anna hanno una breve cena e successivamente Michael ha un contrasto in strada con alcuni sicari mandati da Duquet, che tuttavia riesce ad eliminare. Nel frattempo Anna impicca Duquet, introducendosi in casa sua per ucciderlo. Michael entra, vede la scena e, dopo uno scontro con Anna (essendo comunque lui uomo di Edward esattamente come Duquet), i due si lasciano andare ad una notte di sesso. Dopo, Anna, uscendo di casa, viene colpita da un proiettile di un uomo di Duquet, ma viene salvata da Moody, che si scopre essere vivo. Anche Edward è vivo, poiché non si trovava nell'automobile al momento dell'esplosione come si pensava. L'uomo vive in una grande villa isolata, dove si appresta a dare un ricevimento con molti invitati, ed ha inoltre un bunker in caso di attacco.
Anna e Moody, ricongiunti, si recano là per ucciderlo, mentre Michael accorre là per difenderlo. Anna si traveste da cameriera ma viene notata da Michael, il quale apre il fuoco e si avvia un'altra scena d'azione. Hayes scappa nel suo bunker dove viene raggiunto da Moody, il quale fa saltare in aria il bunker con un esplosivo, uccidendo sé stesso e Hayes (come sarebbe dovuto succedere anni prima). Michael ed Anna si ritrovano fuori dal bunker, ma a seguito della bomba scappano tutti. Anna raggiunge la sua vecchia casa, in cui con un cruento flashback si mostra come lei da piccola abbia ucciso alcuni uomini che l'avevano rapita prima che fosse trovata da Moody nell'armadio. Michael la raggiunge cercando di farle capire che possono vivere senza uccidersi, ma lei rifiuta ed entrambi si puntano la pistola. Nella scena finale si sente lo sparo e si vede lei che esce dal portone, facendo intuire che Anna abbia aperto il fuoco per prima.

## Produzione
Il film è stato girato fra Londra, Bucarest e Da Nang nel corso del 2020. Il cast definitivo è stato annunciato nel novembre del 2019, dopo che inizialmente era annunciato un film chiamato Ana, sempre con Campbell come regista, con protagonista Gong Li.

## Distribuzione
Il film è stato distribuito nei cinema statunitensi dalla Lionsgate a partire dal 20 agosto 2021. In Italia è stato distribuito su Amazon Prime Video, a partire dal 27 agosto dello stesso anno.

## Accoglienza
Il film ha ricevuto una valutazione del 61% di recensioni positive sul sito Rotten Tomatoes, con un voto totale di 5.8 su 10 basata su 105 recensioni. Su Metacritic, il lavoro ha ricevuto una valutazione di 48 su 100 basata su 27 critiche.